# Alaina Berube
Alaina Berube (ur. 19 maja 1984) – amerykańska zapaśniczka. Dziesiąta w mistrzostwach świata w 2008. Złoto na mistrzostwach panamerykańskich w 2004 i 2007. Czwarta w Pucharze Świata w 2004. Trzecia na akademickich mistrzostwach świata w 2006, 2008 i na uniwersjadzie w 2005 roku.